# Alsószuha
Alsószuha ist eine ungarische Gemeinde im Kreis Putnok im Komitat Borsod-Abaúj-Zemplén. Gut zehn Prozent  der Bewohner gehören zur Volksgruppe der Roma.

## Geografische Lage
Alsószuha liegt in Nordungarn, 37 Kilometer nordwestlich des Komitatssitzes Miskolc und 10 Kilometer nordöstlich der Kreisstadt Putnok an dem Fluss Szuha. Nachbargemeinden sind Zádorfalva, Ragály, Zubogy, Dövény und Kelemér.

## Geschichte
Im Jahr 1913 gab es in der damaligen Kleingemeinde 157 Häuser und 663 Einwohner auf einer Fläche von 3905 Katastraljochen. Sie gehörte zu dieser Zeit zum Bezirk Putnok im Komitat Gömör és Kishont.

## Sehenswürdigkeiten
- Reformierte Kirche, erbaut 1827–1828 im spätbarocken Stil

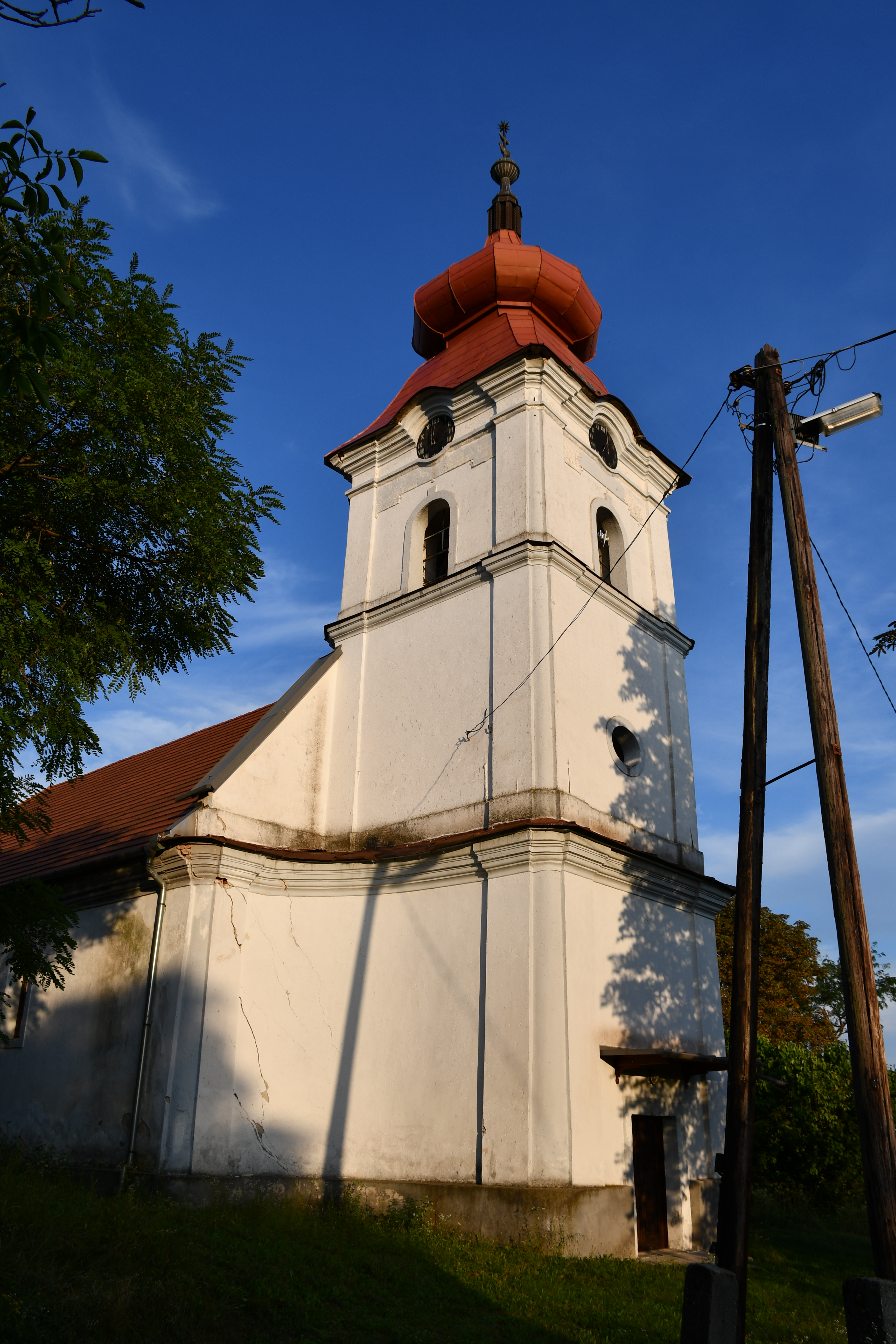
Reformierte Kirche

## Verkehr
Durch Alsószuha verläuft die Landstraße Nr. 2605. Es bestehen Busverbindungen über Zádorfalva nach Szuhafő sowie über Felsőnyárád nach Kazincbarcika. Der nächstgelegene Bahnhof befindet sich in Putnok.